# رسيع
رُسَيع جنس من الديدان التي تنتمي إلى الفصيلة الرسيعية. أنواعه المعروفة عديدة تنتشر في معظم بحار العالم. أجسامها شبه أسطوانية تطول من ٨ إلى ٢٥ سم. وهي سرحة عادمة السكم والمناخس. أشهر أنواعه: رسيع أمعط